# Ladislau Konya
Ladislau Konya (n. 4 august 1934, Ceuașu de Câmpie, România) este un cântăreț de operă (bariton) român.

## Biografie
Ladislau Konya s-a născut la 4 august 1934 în comuna Ceuașu de Câmpie în județul Mureș.
Fiind dotat cu un talent excepțional, a urmat Conservatorul Ciprian Porumbescu din București, pe care l-a absolvit în anul 1958.
Ocupând un loc important în rândul soliștilor de frunte ai Operei din București, baritonul Ladislau Konya s-a făcut de timpuriu remarcat datorită deosebitelor sale calități vocale, numărându-se printre tinerii cântăreți cu frumoase perspective în arta lirică contemporană. 
Elev al unor profesori renumiți ai școlii românești de canto, Aurel Costescu-Duca, G. Melnik și Ștefănescu Goangă, Ladislau Konya cunoaște încă din perioada studenției primele succese pe plan internațional, obținând în anul 1957, Premiul I la Concursurile de la Geneva și Moscova, Marele Premiu al Concursului Internațional de canto de la Toulouse și Premiul I la Festivalul „George Enescu” din București în 1961.
După absolvirea conservatorului, devine solist al solist al Operei din București, debutând pe această scenă în rolul titular din Evgheni Oneghin. În scurt timp el își crează unprofil stilistic bogat, datorită preocupării sale sârguincioase de asimilare a unor lucrări din repertoriul vocal-simfonic și cameral și în mod deosebit al nenumeratelor roluri de bariton-liric din creația de operă italiană, germană, franceză, rusă și autohtonă, înterpretându-le în limba originală.
În 1959 a fost unul dintre primii cântăreți de operă străini invitați la celebrul Teatrul Bolșoi din Moscova, făcându-și debutul său de paradă în rolul lui Oneghin și 
fiind invitat mereu ca interpret de onoare la Teatrul Bolșoi.
Aparițiile sale în Trubadurul (Contele de Luna), Traviata (Alfredo Germont), Aida (Amonasro), Bal mascat (Renato), Don Carlos (Rodrigo de Posa), Don Juan (rolul titular), Lucia de Lammermoor (Lordul Enric Ashton), Piațe (Silvio), Carmen (Escamillo), Falstaff (Ford), Faust (Valentin), Nunta lui Figaro (Contele de Almaviva), Ora spaniolă (Ramiro), Logodnă la mănăstire (Fernando), Oedip (Tezeu), Fata cu garoafe (Lazăr), au prilejuit evidenierea valoroaselor sale aptitudini vocale și actoricești, în interpretări de personaje atât de diferite ca tipologie și stil muzical.
Ca urmare a activității sale prodigioase în 1965 i s-a acordat titlul de „Artist Emerit”. Au urmat angajamente pe scenele internaționale de operă din Paris, Bruxelles, Viena, Torino, Praga, Berlin și Londra.
Între anii 1968–1969, Ladislau Konya a fost solist la Opera din Zürich alături de soprana Felicia Weathers, Madama Butterfly și Mantaua (Il tabarro), cât și în rolul Sheriff în premiera operei lui Puccini Fata din Far-West (La fanciulla del West).
Din 1970, baritonul a fost membru permanent al Operei din Frankfurt. A sărbătorit succese în diferite roluri, printre altele de bel canto dramatic. A interpretat roluri memorabile în opere alături de actori de talie mondială precum: Don Giovanni (rolul titular), Trubadurul, Rigoletto, Forța destinului, Don Carlos (Rodrigo) cu basul Nikolai Ghiaurov, Madama Butterfly cu Éva Marton, Traviata alături de Jose Carreras și Ileana Cotrubaș sau Renata Scotto, Tosca (Scarpia) cu Éva Marton și Plácido Domingo.
În 1973 a avut șase spectacole în serie la Royal Opera House Covent Garden din Londra în rolul Contelui de Luna în Trubadurul sub bagheta dirijorului Charles Mackerras cu Martina Arroyo, Fiorenza Cossotto și Carlo Cossutta în regia lui Franco Zeffirelli.

## Distincții
- titlul de Artist Emerit al Republicii Populare Romîne (18 august 1964) „pentru merite deosebite în activitatea desfășurată în domeniul teatrului, muzicii, artelor plastice și cinematografiei”[2]
- Ordinul Meritul Cultural clasa a III-a (12 septembrie 1968) „pentru merite deosebite în activitatea muzicală”[3]

## Repertoriu selectiv
Ladislau Konya a cântat rolurile în italiană și, de asemenea, în limbile originale, de exemplu în franceză, germană, rusă sau română.
- Bizet:
  - Carmen (Escamillo)

- Ceaikovski:
  - Evgheni Oneghin (rolul titular)
  - Dama de pică

- Donizetti:
  - Lucia de Lammermoor (Lordul Enric Ashton)

- Gheorghe Dumitrescu:
  - Fata cu garoafe (Lazăr)

- Enescu:
  - Oedip (Tezeu)

- Humperdinck:
  - Hänsel și Gretel

- Leoncavallo
  - Piațe (Silvio)

- Janáček:
  - Das schlaue Füchslein

- Mascagni:
  - Cavalleria rusticana (Alfio)

- Mozart:
  - Don Juan (rolul titular)
  - Nunta lui Figaro (Contele de Almaviva)
  - Recviem

- Prokofiev:
  - Logodnă la mănăstire (Fernando)

- Puccini:
  - Boema (Marcello)
  - Madama Butterfly (Sharpless)
  - Mantaua (Il tabarro)
  - Tosca (Scarpia)
  - Fata din Far-West (La fanciulla del West) : (Sheriff)
  - Turandot

- Ravel:
  - Ora spaniolă (Ramiro)

- Schreker:
  - Stigmatizații

- Verdi:
  - Aida (Amonasro)
  - Forța destinului (Enrico)
  - Trubadurul (Contele de Luna)
  - Rigoletto (rolul titular)
  - Falstaff (Ford)
  - Traviata (Alfredo Germont)
  - Bal mascat (Renè)
  - Don Carlos (Rodrigo)

- Wagner:
  - Maeștrii cântăreți din Nürnberg